# 今村力
今村 力（いまむら つとむ、1943年 - ）は、日本の映画美術監督である。神奈川県横浜市出身。

## 来歴
大学卒業後の1964年に松竹入社。山田洋次監督の『霧の旗』で美術助手を務めた後、宣伝部でポスター製作などに従事する。1967年に東映へ移籍し、1978年『純』で美術監督に昇進。以来、主に村川透、森田芳光、崔洋一らの監督作品を多数手掛ける。特に2010年の『ロストパラダイス・イン・トーキョー』以降は白石和彌監督作品の美術監督を一貫して務めている。

## フィルモグラフィー

### 映画
- ミスターどん兵衛（1980年）
- 野獣死すべし（1980年）
- ヨコハマBJブルース（1981年）
- 獣たちの熱い眠り（1981年）
- 誘拐報道（1982年）
- 汚れた英雄（1982年）
- 里美八犬伝（1983年）
- 夜叉（1985年）
- それから（1985年）
- ア・ホーマンス（1986年）
- 魔の刻（1985年）
- 黒いドレスの女（1987年）
- ウォータームーン（1989年）
- キッチン（1989年）
- 女がいちばん似合う職業（1990年）
- 未来の想い出 Last Christmas（1992年）
- いつかギラギラする日（1992年）
- 月はどっちに出ている（1993年）
- BE-BOP-HIGHSCHOOL（1994年）
- 免許がない!（1994年）
- マークスの山（1995年）
- 鉄と鉛（1997年）
- 犬走るDOGRACE（1998年）
- 共犯者（1999年）
- クイール（2004年）
- ロストパラダイスイントーキョー（2010年）
- 凶悪（2013年）
- 日本で一番悪い奴ら（2016年）
- 孤狼の血（2018年）
- 孤狼の血 LEVEL2（2021年）
- 死刑にいたる病（2022年）
- 碁盤斬り（2024年）

### 配信作品
- 仮面ライダーBLACK SUN（2022年）[1]
- 極悪女王（2024年）[2]